# Hyphessobrycon notidanos
Hyphessobrycon notidanos é uma espécie de peixe da família dos caracídeos e da ordem dos caraciformes. Os machos podem alcançar 2,9 cm de comprimento. Vivem em áreas de clima tropical, na América do Sul, mais especificamente, no rio Doze de Outubro, na bacia do rio Tapajós, no Brasil.